# Otto Guggenbichler
Otto Guggenbichler (* 30. Mai 1924; † 12. Dezember 2009 in Tegernsee) war ein deutscher Journalist und Dokumentarfilmer. Der wegen seiner lebenslangen Beschäftigung mit den Alpen von Kollegen auch Alpen-Otto genannte Redakteur gehört zu den Pionieren des Landschaftsfilms.

## Leben
Otto Guggenbichler wurde 1953 in München mit der Dissertation Die Jachenau, eine alpine Sonderlandschaft zum Dr. phil. promoviert.
Seit 1951 war Guggenbichler beim Bayerischen Rundfunk beschäftigt. Er arbeitete erst als Reporter für den Zeitfunk und die regionale Berichterstattung, dann als Autor für den Schulfunk. Von 1965 bis 1971 war er Leiter des ARD-Studios Rom, danach wurde er Programmbereichsleiter Fernsehen „Mensch und Umwelt“, Leiter der Bayernabteilung, Leiter der Hörfunkabteilung „Land und Leute“ und des Fernsehprogrammbereichs „Kultur und Zeit“. 1989 ging er in den Ruhestand.
Im Ruhestand beschäftigte er sich mit der Natur- und Siedlungsgeschichte seiner Heimat und war Mitinitiator des Internationalen Bergfilmfestivals Tegernsee.

## Filmografie
Er drehte rund 50 Dokumentarfilme, vor allem über den Alpenraum, unter anderem über
- den Almsommer im Karwendel
- den Untergang des Dorfes Fall im Sylvenstein-Stausee
- den Bau des Montblanc-Tunnels
- die Hallertau (1961, Sprecher: Fritz Straßner)[2]
- den Gebirgszug Brenta, der das Lied La Montanara weltweit bekannt machte. (1962)[3]
- Dokumentation über die europaweit letzte traditionelle Holztrift: Auf dem Holzweg in die Zukunft (1966) auf der Tiroler Brandenberger Ache
- die jugoslawische Adria-Magistrale (1967)[4]
- das Pustertal (1973, Sprecher: Fritz Straßner)[5]
- den Bau der Brennerautobahn (1974)[6]

## Auszeichnungen
- 1985 – Bundesverdienstkreuz am Bande